# Villefranche-du-Queyran
Villefranche-du-Queyran település Franciaországban, Lot-et-Garonne megyében. Lakosainak száma 411 fő (2022. január 1.). Villefranche-du-Queyran Puch-d’Agenais, Anzex, Caubeyres, Leyritz-Moncassin és Saint-Léon községekkel határos.

## Népesség
A település népessége az elmúlt években az alábbi módon változott:
| Lakosok száma | 443  | 340  | 366  | 381  | 420  | 405  | 390  | 389  | 397  | 411  |
|               | 1968 | 1982 | 1990 | 2006 | 2013 | 2015 | 2017 | 2019 | 2020 | 2022 |